# Griedge Mbock Bathy

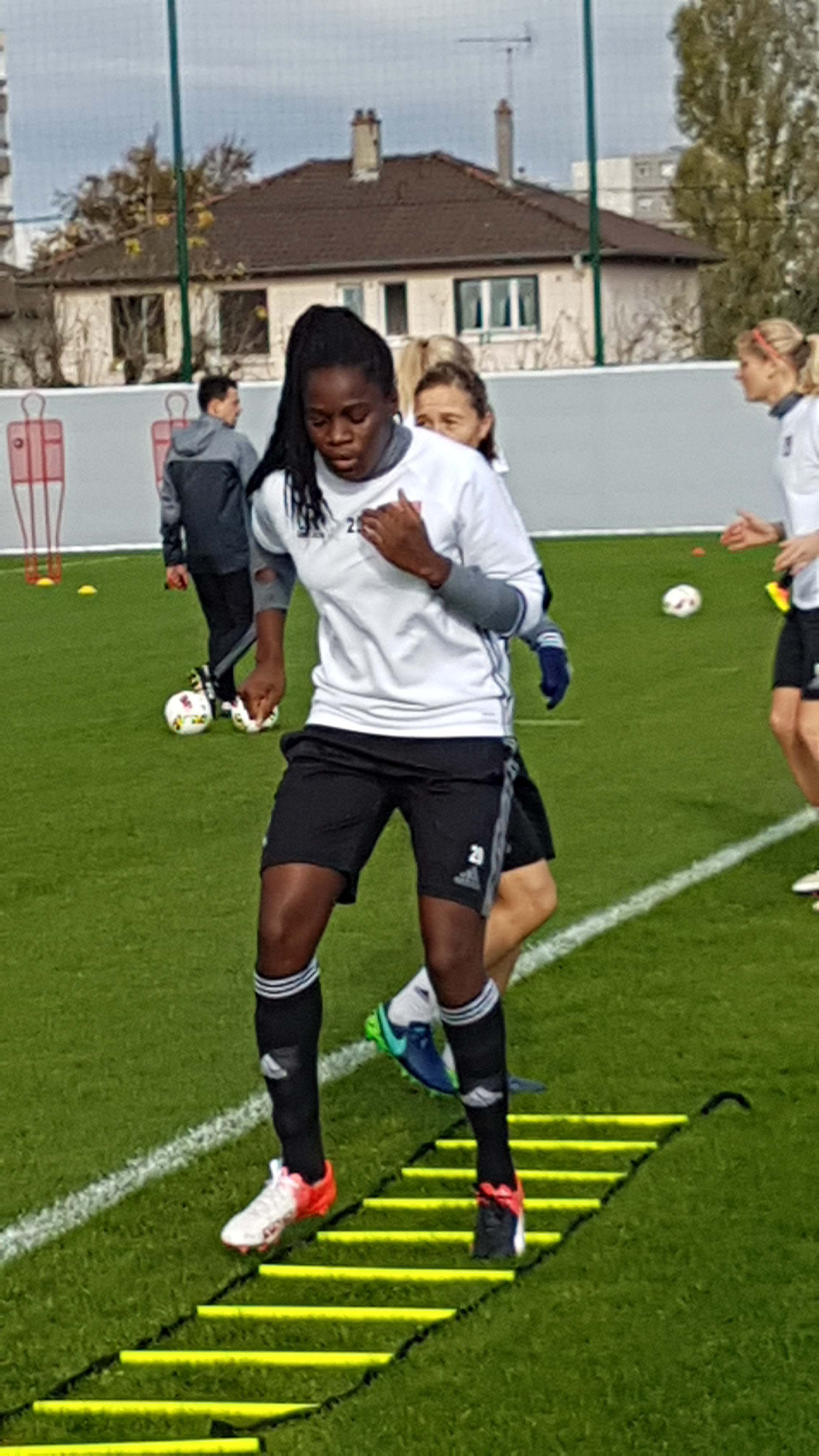
Griedge Mbock Bathy (2016)

Griedge Yinda Colette Mbock Bathy Nka (* 26. Februar 1995 in Brest) ist eine französische Fußballspielerin.

## Vereinskarriere
Die Tochter kamerunischer Einwanderer wuchs in Guilers auf, spielte als Kind in Pontanézen, einem Quartier ihrer Geburtsstadt, für den SC Ponta, von 2006 bis 2010 für die AS Brest und wechselte dann in die Jugendabteilung von Stade Saint-Brieuc; dort kam die 15-Jährige aber sofort in deren Erstligafrauschaft zum Einsatz und bestritt in der Spielzeit 2010/11 insgesamt 17 der 22 Punktspiele der Briochins. Nachdem die Frauen aus Saint-Brieuc sich im Sommer 2011 dem benachbarten En Avant Guingamp anschlossen, gehörte die 1,72 m große Griedge Mbock Bathy auch dort zu den Stammspielerinnen. Einen nationalen Vereinstitel vermochte sie mit den beiden bretonischen Mannschaften nicht zu gewinnen; allerdings wurde sie persönlich als beste Nachwuchsspielerin der D1-Saison 2012/13 ausgezeichnet, weil die Innenverteidigerin trotz ihres jungen Alters über Reife, Konzentriertheit und große Zweikampfstärke verfügt und zudem auch auf den Außenbahnen oder im defensiven Mittelfeld eingesetzt werden kann.
Für Saint-Brieuc und Guingamp hat sie 86 Erstligaspiele bestritten und darin auch neun Tore geschossen. Zur Saison 2015/16 hat sich Mbock Bathy Olympique Lyon angeschlossen, dem dieser Wechsel die französische Rekord-Ablösesumme von über 100.000 Euro wert war. Am Ende ihrer ersten Saison bei OL, in der sie 20 der 22 Punktspiele bestritt, hatte sie in Meisterschaft, Landes- und Europapokal (bei beiden Endspielen in der Startformation) drei Titel gewonnen. In der Folge undiskutable Stammspielerin an der Seite von Wendie Renard in Lyons Innenverteidigung, riss sie sich im Sommer 2020 während der Saisonvorbereitung die linke Achillessehne. Dies kostete sie nicht nur die Teilnahme am Sieg im französischen Vereinspokalendspiel, sondern auch an der Endrunde der Champions League; zudem ging ihr Verein von einer etwa fünfmonatigen Rekonvaleszenzzeit aus, die sich dann tatsächlich aber sogar bis Ende September 2021 hineinzog.

## Nationalspielerin
Für die französische U-17-Mädchennationalelf kam Griedge Mbock Bathy in 28 Länderspielen zum Einsatz, wobei ihr auch vier Treffer gelangen. Bei der Jahrgangsweltmeisterschaft 2012 in Aserbaidschan gewann sie mit den Französinnen den Titel und wurde zudem mit dem Goldenen Ball als beste Spielerin des Turniers ausgezeichnet. Seit 2012 ist sie in bisher zehn Spielen mit drei Torerfolgen auch Stammspielerin der U-19 Frankreichs, mit der sie – mittlerweile auch Spielführerin – 2013 Europameisterin wurde. Dabei fehlte sie allerdings im Endspiel aufgrund eines Platzverweises beim Halbfinalsieg über ihre deutschen Altersgenossinnen. Bei der U-20-WM 2014 in Kanada bestritt sie als einzige Französin sämtliche sechs Begegnungen über die volle Spielzeit, schoss im Halbfinale gegen Deutschland auch ein Tor, gewann am Ende mit ihrem Team die Bronzemedaille und wurde mit dem Silbernen Ball als zweitbeste Spielerin des Turniers ausgezeichnet.
Im Herbst 2013 berief Philippe Bergeroo die Abwehrspielerin zum ersten Mal in den Kader der französischen Frauennationalelf. Dort debütierte sie im November bei Frankreichs 10:0-Auswärtssieg gegen Bulgarien – einem Qualifikationsmatch zur Weltmeisterschaft 2015 –, als der Trainer sie gut zehn Minuten vor Spielende für Sabrina Delannoy einwechselte. Bei ihrem zweiten Einsatz fünf Tage später stand sie bereits für eine komplette Halbzeit auf dem Rasen und im dritten Spiel beim Zypern-Cup im März 2014 ebenso in der Startelf wie im anschließenden, 2:0 gegen England gewonnenen Finale. Sie stand des Weiteren im Kader für die Weltmeisterschaft 2015, kam dort jedoch nicht zum Einsatz. Sie gehörte auch zum französischen Aufgebot beim olympischen Fußballturnier 2016 sowie 2017 zum französischen Europameisterschaftskader. Ebenso wurde Griedge Mbock Bathy in den französischen 23er-Kader zur WM 2019 im eigenen Land berufen. Ihre Achillessehnenverletzung führte dazu, dass es nach dem März 2020 eindreiviertel Jahre dauerte, ehe Nationaltrainerin Corinne Diacre sie wieder bei einem Spiel einsetzen konnte. Sie zählte anschließend zum Aufgebot für die Europameisterschaft 2022.
Mittlerweile hat Mbock es auf 69 A-Länderspiele gebracht. In ihren bisher acht Treffern in diesem Kreis sind je zwei „Doppelpacks“ gegen Südafrika (Januar 2017, Endstand 2:0) und Kamerun (Oktober 2018, Endstand 6:0) enthalten. (Stand: 23. Juli 2022)

## Palmarès
- U-17-Weltmeisterin 2012 (und Auszeichnung als beste Spielerin des Turniers)
- U-19-Europameisterin 2013
- Französische Meisterin: 2016, 2017, 2018, 2019, 2020, 2022
- Französische Pokalsiegerin: 2016, 2017, 2019 (und, allerdings ohne Einsatz im Endspiel, 2020)
- Champions-League-Gewinnerin: 2016, 2017, 2018, 2019, 2022
- Auszeichnung als beste Nachwuchsspielerin der Division 1 Féminine 2012/13
- Auszeichnung der UNFP als beste Nachwuchsspielerin der Ligue 1 Féminine 2015/16